# ادوارد هاگن
ادوارد هاگن (انگلیسی: Edward Hagen; ۱ ژوئن ۱۹۶۲ – ) دانشمند در زمینه انسان‌شناسی اهل ایالات متحده آمریکا بود.